# Европско првенство у футсалу 2022.
Европско првенство у футсалу 2022. (енгл. UEFA Futsal Euro 2022) било је 12. издање овог међународног такмичења у футсалу које се организује под окриљем Уефе. Први пут је домаћин била Холандија. Првенство се одржавало од 19. јануара до 6. фебруара 2022. године.
Ово је било прво у низу наредних издања Европског првенства које ће се одржавати на сваке четири године и у коме учествује шеснаест екипа (претходно се такмичење одржавало на сваке две године, а број учесника је износио дванаест).
Репрезентација Португалије је по други пут постала првак након што је у финалу победила селекцију Русије с резултатом 4 : 2. Португалија је тако постала тек друга репрезентација, након Шпаније, која је успела да одбрани титулу шампиона Европе.

## Избор домаћина
Седам држава је изразило интересовање за одржавање првенства:
- Босна и Херцеговина
- Казахстан
- Литванија
- Португалија
- Шведска
- Француска
- Холандија

Коначан захтев за кандидатуру морао је бити достављен најкасније до 30. маја 2019. године, а Уефа је примила три понуде:
- Португалија: Лисабон и Порто
- Француска: Лил и Орши
- Холандија: Амстердам и Гронинген

Извршни комитет Уефе изабрао је Холандију за домаћина 24. септембра 2019. на састанку у Љубљани.

## Квалификације
Како би се одредило којих петнаест репрезентација ће, заједно с већ квалификованом Холандијом, учествовати на првенству, одражао се квалификациони турнир од 29. јануара 2020. до новембра 2021. године.

### Квалификоване репрезентације
Следећих шеснаест репрезентација квалификовало се на турнир.
| Репрезентација      | Квалификована као                     | Датум квалификације | Претходни наступи на Европском првенству1                             |
| ------------------- | ------------------------------------- | ------------------- | --------------------------------------------------------------------- |
| Холандија           | Домаћин                               | 24. септембар 2019. | 5 (1996, 1999, 2001, 2005, 2014)                                      |
| Хрватска            | Првопласирани у групи 1               | 9. март 2021.       | 5 (1999, 2001, 2012, 2014, 2016)                                      |
| Русија              | Првопласирани у групи 2               | 9. март 2021.       | 11 (1996, 1999, 2001, 2003, 2005, 2007, 2010, 2012, 2014, 2016, 2018) |
| Азербејџан          | Првопласирани у групи 3               | 9. март 2021.       | 5 (2010, 2012, 2014, 2016, 2018)                                      |
| Босна и Херцеговина | Првопласирани у групи 4               | 10. март 2021.      | 0 (деби)                                                              |
| Казахстан           | Првопласирани у групи 5               | 6. април 2021.      | 2 (2016, 2018)                                                        |
| Шпанија             | Првопласирани у групи 6               | 9. март 2021.       | 11 (1996, 1999, 2001, 2003, 2005, 2007, 2010, 2012, 2014, 2016, 2018) |
| Италија             | Првопласирани у групи 7               | 9. март 2021.       | 11 (1996, 1999, 2001, 2003, 2005, 2007, 2010, 2012, 2014, 2016, 2018) |
| Португалија         | Првопласирани у групи 8               | 12. април 2021.     | 9 (1999, 2003, 2005, 2007, 2010, 2012, 2014, 2016, 2018)              |
| Грузија             | Једна од шест најбоље другопласираних | 9. април 2021.      | 0 (деби)                                                              |
| Словенија           | Једна од шест најбоље другопласираних | 12. април 2021.     | 6 (2003, 2010, 2012, 2014, 2016, 2018)                                |
| Финска              | Једна од шест најбоље другопласираних | 13. април 2021.     | 0 (деби)                                                              |
| Словачка            | Једна од шест најбоље другопласираних | 13. април 2021.     | 0 (деби)                                                              |
| Пољска              | Једна од шест најбоље другопласираних | 14. април 2021.     | 2 (2001, 2018)                                                        |
| Украјина            | Једна од шест најбоље другопласираних | 14. април 2021.     | 10 (1996, 2001, 2003, 2005, 2007, 2010, 2012, 2014, 2016, 2018)       |
| Србија              | Победник плеј-офа                     | 17. новембар 2021.  | 6 (1999, 2007, 2010, 2012, 2016, 2018)                                |

1 Подебљане године означавају првака те године. Укошене године означавају домаћина те године.

### Жреб
Коначан жреб је одржан у Зајсту 18. октобра 2021. године. Репрезентације су распоређене по шеширима на основу свог пласмана на Уефиној ранг-листи националних селекција у футсалу. Из безбедносних разлога, репрзентације Русије и Украјине не могу се наћи у истој групи и не могу играти истог дана како би се избегли евентуални сукоби између навијача или самих играча и осталих чланова стручног штаба.
| Први шешир                                                 | Други шешир                                              | Трећи шешир                                                             | Четврти шешир                                                         |
| ---------------------------------------------------------- | -------------------------------------------------------- | ----------------------------------------------------------------------- | --------------------------------------------------------------------- |
| Шпанија (1) · Русија (2) · Португалија (3) · Казахстан (4) | Хрватска (5) · Азербејџан (6) · Србија (7) · Италија (8) | Украјина (10) · Словенија (11) · Босна и Херцеговина (12) · Пољска (13) | Финска (14) · Словачка (16) · Грузија (17) · Холандија (домаћин) (19) |

## Дворане
Две дворане су угостиле репрезентације на овом првенству.
| Амстердам         | Гронинген        | АмстердамГронинген |
| ----------------- | ---------------- | ------------------ |
| Капацитет: 10.500 | Капацитет: 4.500 | АмстердамГронинген |
|                   |                  | АмстердамГронинген |

## Групна фаза
Првопласиране и другопласиране репрезентације остварују пласман у четвртфинале.
Сатница је по локалном времену (CET, UTC+1).

### Група А
| Pos | Тим         | О | П | Н | И | ГД | ГП | ГР | Бод. | Qualification                |
| --- | ----------- | - | - | - | - | -- | -- | -- | ---- | ---------------------------- |
| 1   | Португалија | 3 | 3 | 0 | 0 | 9  | 3  | +6 | 9    | Пролазак у елиминациону фазу |
| 2   | Украјина    | 3 | 1 | 0 | 2 | 8  | 5  | +3 | 3    | Пролазак у елиминациону фазу |
| 3   | Холандија   | 3 | 1 | 0 | 2 | 6  | 9  | −3 | 3    |                              |
| 4   | Србија      | 3 | 1 | 0 | 2 | 6  | 12 | −6 | 3    |                              |

1. 1 2 3  Рангирање екипа (гледа се најпре број освојених бодова па гол-разлика): Украјина — три бода, ГР: +4; Холандија — три бода, ГР: 0; Србија — три бода, ГР: −4.

| Србија               | 2 : 4    | Португалија                                                   |
| -------------------- | -------- | ------------------------------------------------------------- |
| - Пршић 1'03", 6'01" | Извештај | - Паулета 10'33" - Варела 18'11" - Жезус 24'47" - Пако 25'17" |

| Холандија                                         | 3 : 2    | Украјина                        |
| ------------------------------------------------- | -------- | ------------------------------- |
| - Садауни 21'34" - Атаиби 23'16" - Бузамбу 29'15" | Извештај | - Зварич 0'52" - Шотурма 37'00" |

| Србија         | 1 : 6    | Украјина                                                                            |
| -------------- | -------- | ----------------------------------------------------------------------------------- |
| - Томић 38'59" | Извештај | - Зварич 1'10", 33'54" - Васић 5'51" (аг.) - Аба́кшин 14'27", 19'12" - Корсун 38'40" |

| Португалија                                                  | 4 : 1    | Холандија          |
| ------------------------------------------------------------ | -------- | ------------------ |
| - Садауни 5'31" (аг.) - Варела 19'41", 22'56" - Жезус 39'34" | Извештај | - Баујаузан 32'34" |

| Украјина | 0 : 1    | Португалија    |
| -------- | -------- | -------------- |
|          | Извештај | Зики Те 36'13" |

| Холандија                             | 2 : 3    | Србија                                               |
| ------------------------------------- | -------- | ---------------------------------------------------- |
| - Мартинус 2'08" - Ракић 22'31" (аг.) | Извештај | - Рајчевић 26'23" - Рамић 31'35" - Стојчевски 32'05" |

### Група Б
| Pos | Тим       | О | П | Н | И | ГД | ГП | ГР | Бод. | Qualification                |
| --- | --------- | - | - | - | - | -- | -- | -- | ---- | ---------------------------- |
| 1   | Казахстан | 3 | 2 | 1 | 0 | 14 | 7  | +7 | 7    | Пролазак у елиминациону фазу |
| 2   | Финска    | 3 | 1 | 1 | 1 | 7  | 10 | −3 | 4    | Пролазак у елиминациону фазу |
| 3   | Словенија | 3 | 0 | 2 | 1 | 7  | 8  | −1 | 2    |                              |
| 4   | Италија   | 3 | 0 | 2 | 1 | 6  | 9  | −3 | 2    |                              |

| Казахстан                                                       | 4 : 4    | Словенија                                                        |
| --------------------------------------------------------------- | -------- | ---------------------------------------------------------------- |
| - Даглас Жуниор 15'42", 38'02" - Оразов 24'32" - Токајев 35'10" | Извештај | - Тотошковић 10'33" - Фидершек 22'50" - Чех 30'42" - Турк 32'25" |

| Италија                                    | 3 : 3    | Финска                                      |
| ------------------------------------------ | -------- | ------------------------------------------- |
| - Николоди 2'28" - Де Матос 29'02", 38'44" | Извештај | - Аламикотерво 0'53", 29'12" - Аутио 32'23" |

| Италија                          | 2 : 2    | Словенија                            |
| -------------------------------- | -------- | ------------------------------------ |
| - Николоди 0'40" - Мерлим 31'51" | Извештај | - Мерлим 9'38" (аг.) - Хозјан 28'45" |

| Финска                          | 2 : 6    | Казахстан                                                                       |
| ------------------------------- | -------- | ------------------------------------------------------------------------------- |
| - Хосио 12'39" - Корпела 23'18" | Извештај | - Оразов 17'02", 31'03" - Игита 24'06" - Кнауб 28'55", 33'09" - Валиулин 39'41" |

| Словенија     | 1 : 2    | Финска                                   |
| ------------- | -------- | ---------------------------------------- |
| Хозјан 37'54" | Извештај | - Јиркијеинен 32'11" - Саволаинен 34'44" |

| Казахстан                                                      | 4 : 1    | Италија        |
| -------------------------------------------------------------- | -------- | -------------- |
| - Оразов 5'32", 30'00" - Валиулин 8'16" - Даглас Жуниор 37'06" | Извештај | Николди 12'31" |

### Група Ц
| Pos | Тим      | О | П | Н | И | ГД | ГП | ГР  | Бод. | Qualification                |
| --- | -------- | - | - | - | - | -- | -- | --- | ---- | ---------------------------- |
| 1   | Русија   | 3 | 3 | 0 | 0 | 16 | 2  | +14 | 9    | Пролазак у елиминациону фазу |
| 2   | Словачка | 3 | 1 | 1 | 1 | 8  | 12 | −4  | 4    | Пролазак у елиминациону фазу |
| 3   | Хрватска | 3 | 1 | 0 | 2 | 6  | 10 | −4  | 3    |                              |
| 4   | Пољска   | 3 | 0 | 1 | 2 | 4  | 10 | −6  | 1    |                              |

| Русија                                                                                       | 7 : 1    | Словачка      |
| -------------------------------------------------------------------------------------------- | -------- | ------------- |
| - Антошкин 9'58", 22'54", 29'35" - Соколов 10'21", 34'30" - Робињо 28'16" - Милованов 36'33" | Извештај | - Козар 2'17" |

| Пољска        | 1 : 3    | Хрватска                                          |
| ------------- | -------- | ------------------------------------------------- |
| - Холи 13'25" | Извештај | - Хорват 7'19" - Секулић 13'40" - Јеловчић 17'17" |

| Хрватска | 0 : 4    | Русија                                                     |
| -------- | -------- | ---------------------------------------------------------- |
|          | Извештај | - Антошкин 2'33", 25'55" - Паулињо 11'11" - Чишкала 19'15" |

| Пољска                       | 2 : 2    | Словачка                           |
| ---------------------------- | -------- | ---------------------------------- |
| - Кризел 6'24" - Холи 32'35" | Извештај | - Шевчик 24'38" - Драховски 27'43" |

| Словачка                                                                   | 5 : 3    | Хрватска                                             |
| -------------------------------------------------------------------------- | -------- | ---------------------------------------------------- |
| - Смержичка 7'20", 34'12" - Козар 19'44" - Драховски 20'06", 27'04" (пен.) | Извештај | - Постружин 14'13" - Хорват 35'05" - Јеловчић 37'54" |

| Русија                                                                       | 5 : 1    | Пољска                 |
| ---------------------------------------------------------------------------- | -------- | ---------------------- |
| - Соколов 5'42" - Давидов 15'31" - Чишкала 21'11", 28'20" - Милованов 36'44" | Извештај | - Лешчак 19'24" (пен.) |

### Група Д
| Pos | Тим                 | О | П | Н | И | ГД | ГП | ГР  | Бод. | Qualification                |
| --- | ------------------- | - | - | - | - | -- | -- | --- | ---- | ---------------------------- |
| 1   | Шпанија             | 3 | 2 | 1 | 0 | 15 | 3  | +12 | 7    | Пролазак у елиминациону фазу |
| 2   | Грузија             | 3 | 2 | 0 | 1 | 5  | 11 | −6  | 6    | Пролазак у елиминациону фазу |
| 3   | Азербејџан          | 3 | 1 | 1 | 1 | 8  | 7  | +1  | 4    |                              |
| 4   | Босна и Херцеговина | 3 | 0 | 0 | 3 | 4  | 11 | −7  | 0    |                              |

| Грузија                                                      | 3 : 2    | Азербејџан            |
| ------------------------------------------------------------ | -------- | --------------------- |
| - Гомес 9'31" - Себискверадзе 26'54" - Феитоса 31'30" (пен.) | Извештај | - Вилела 5'14", 6'26" |

| Шпанија                                                                         | 5 : 1    | Босна и Херцеговина |
| ------------------------------------------------------------------------------- | -------- | ------------------- |
| - Раул Гомез 2'39" - Кампос 8'14" - Серхио Лозано 17'10" - Ортиз 20'56", 36'14" | Извештај | - Бошковић 11'30"   |

| Босна и Херцеговина | 1 : 2    | Грузија                               |
| ------------------- | -------- | ------------------------------------- |
| - Кахвеџић 6'19"    | Извештај | - Феитоса 24'59" - Бруно Петри 27'47" |

| Шпанија                                   | 2 : 2    | Азербејџан                                        |
| ----------------------------------------- | -------- | ------------------------------------------------- |
| - Раул Гомез 11'28" - Сехио Лозано 30'31" | Извештај | - Сехио Лозано 9'16" (аг.) - Атајев Шаблон:Goalfs |

| Грузија | 0 : 8    | Шпанија |
| ------- | -------- | --- |
|         | Извештај | - Борха 8'28" - Серхио Лозано 16'33" (аг.) - Чино 19'49" - Солано 21'00" - Тодуа 22'26" (аг.) - Сесилио 26'52" - Адолфо 31'17", 38'49" |

| Азербејџан                                                    | 4 : 2    | Босна и Херцеговина                          |
| ------------------------------------------------------------- | -------- | -------------------------------------------- |
| - Болиња 6'22" - Едуардо 10'02" - Вилела 32'35" - Гаљо 39'52" | Извештај | - Радмиловић 11'50" (пен.) - Кахвеџић 31'20" |

## Елиминациона фаза
У елиминационој фази, играју се продужеци и изводе се једанаестерци уколико је неопходно одредити победника утакмице након истека регуларног дела. Изузетак је утакмица која се игра за треће место — уколико је победник неодређен након завршених четрдесет минута, прескачу се продужеци и одмах се прелази на пенал серију.
|  | Четвртфинале           | Четвртфинале           |                        |   | Полуфинале  | Полуфинале  |  |  | Финале | Финале |
|  |                        |                        |                        |   |             |             |  |  |        |        |
|  | 31. јануар — Амстердам |                        |                        |   |             |             |  |  |        |        |
|  |                        |                        |                        |   |             |             |  |  |        |        |
|  | Португалија            | 3                      |                        |   |             |             |  |  |        |        |
|  | Португалија            | 3                      | 4. фебруар — Амстердам |   |             |             |  |  |        |        |
|  | Финска                 | 2                      |                        |   |             |             |  |  |        |        |
|  | Финска                 | 2                      | Португалија            | 3 |             |             |  |  |        |        |
|  | 1. фебруар — Амстердам |                        | Португалија            | 3 |             |             |  |  |        |        |
|  |                        | Шпанија                | 2                      |   |             |             |  |  |        |        |
|  | Шпанија                | Шпанија                | 2                      | 5 |             |             |  |  |        |        |
|  | Шпанија                |                        | 6. фебруар — Амстердам | 5 |             |             |  |  |        |        |
|  | Словачка               | 1                      |                        |   |             |             |  |  |        |        |
|  | Словачка               | 1                      | Португалија            | 4 |             |             |  |  |        |        |
|  | 31. јануар — Амстердам |                        | Португалија            | 4 |             |             |  |  |        |        |
|  |                        | Русија                 | 2                      |   |             |             |  |  |        |        |
|  | Казахстан              | Русија                 | 2                      | 3 |             |             |  |  |        |        |
|  | Казахстан              | 4. фебруар — Амстердам |                        | 3 |             |             |  |  |        |        |
|  | Украјина               | 5                      |                        |   |             |             |  |  |        |        |
|  | Украјина               | 5                      | Украјина               | 2 |             |             |  |  |        |        |
|  | 1. фебруар — Амстердам |                        | Украјина               | 2 |             |             |  |  |        |        |
|  |                        | Русија                 | 3                      |   | Треће место | Треће место |  |  |        |        |
|  | Русија                 | Русија                 | 3                      | 3 | Треће место | Треће место |  |  |        |        |
|  | Русија                 |                        | 6. фебруар — Амстердам | 3 |             |             |  |  |        |        |
|  | Грузија                | 1                      |                        |   |             |             |  |  |        |        |
|  | Грузија                | 1                      | Шпанија                | 4 |             |             |  |  |        |        |
|  |                        |                        |                        |   |             |             |  |  |        |        |
|  | Украјина               | 1                      |                        |   |             |             |  |  |        |        |
|  | Украјина               | 1                      |                        |   |             |             |  |  |        |        |

### Четвртфинале
| Португалија                           | 3 : 2    | Финска                       |
| ------------------------------------- | -------- | ---------------------------- |
| - Жезус 3'38", 14'47" - Анжело 29'14" | Извештај | - Хосио 9'30" - Аутио 26'54" |

| Казахстан                                      | 3 : 5    | Украјина                                                                           |
| ---------------------------------------------- | -------- | ---------------------------------------------------------------------------------- |
| - Даглас Жуниор 33'52" - Оразов 37'56", 39'16" | Извештај | - Шотурма 14'07" - Корсун 24'51" - Зварич 29'40" - Разуванов 38'19" - Лебид 38'44" |

| Русија                                    | 3 : 1    | Грузија        |
| ----------------------------------------- | -------- | -------------- |
| - Нијазов 22'08" - Чишкала 27'32", 39'54" | Извештај | - Петри 23'40" |

| Шпанија                                                              | 5 : 1    | Словачка        |
| -------------------------------------------------------------------- | -------- | --------------- |
| - Мељадо 1'36", 23'41" - Серхио Лозано 9'22" - Кампос 15'32", 34'22" | Извештај | - Сербин 33'48" |

### Полуфинале
| Украјина                        | 2 : 3    | Русија                                              |
| ------------------------------- | -------- | --------------------------------------------------- |
| - Серји 15'25" - Аба́кшин 34'31" | Извештај | - Соколов 1'16" - Афанасјев 14'31" - Нијазов 30'01" |

| Португалија                                    | 3 : 2    | Шпанија                          |
| ---------------------------------------------- | -------- | -------------------------------- |
| - Коељо 28'56" (пен.) - Зики Те 31'10", 38'41" | Извештај | - Раул Гомез 0'17" - Чино 12'35" |

### Утакмица за треће место
| Шпанија                                                        | 4 : 1    | Украјина            |
| -------------------------------------------------------------- | -------- | ------------------- |
| - Мељадо 10'46" - Солано 17'54" - Бојис 30'40" - Адолфо 31'06" | Извештај | - Чернјавски 16'52" |

### Финале
| Португалија                                          | 4 : 2    | Русија                             |
| ---------------------------------------------------- | -------- | ---------------------------------- |
| - Пако 18'39" - Коељо 26'45", 31'16" - Варела 39'59" | Извештај | - Соколов 9'49" - Афанасјев 12'45" |

| Победник Европског првенства у футсалу 2022. |
| Португалија Друга титула                     |

## Коначан пласман
| \| Место \| Репрезентација \| \| ----- \| ------------------- \| \| \| Португалија \| \| \| Русија \| \| \| Шпанија \| \| 4. \| Украјина \| \| 5. \| Казахстан \| \| 6. \| Грузија \| \| 7. \| Финска \| \| 8. \| Словачка \| \| 9. \| Азербејџан \| \| 10. \| Холандија \| \| 11. \| Хрватска \| \| 12. \| Србија \| \| 13. \| Словенија \| \| 14. \| Италија \| \| 15. \| Пољска \| \| 16. \| Босна и Херцеговина \| |                     |
| Место | Репрезентација      |
| | Португалија         |
| | Русија              |
| | Шпанија             |
| 4. | Украјина            |
| 5. | Казахстан           |
| 6. | Грузија             |
| 7. | Финска              |
| 8. | Словачка            |
| 9. | Азербејџан          |
| 10. | Холандија           |
| 11. | Хрватска            |
| 12. | Србија              |
| 13. | Словенија           |
| 14. | Италија             |
| 15. | Пољска              |
| 16. | Босна и Херцеговина |